# كاتوفيلاونيين

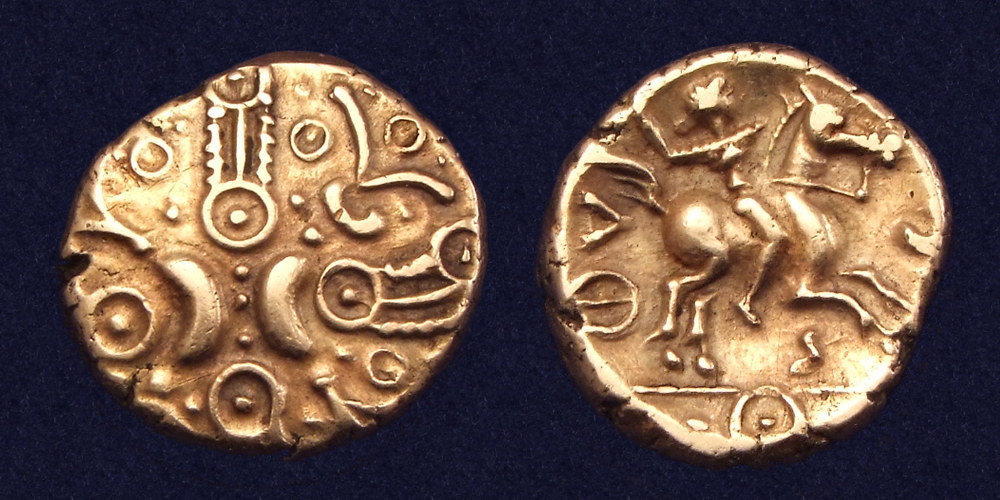
كاتوفيلاوني، تاسيوفانوس ، "الوجوه المخفية" نسخة ذهبية.
الظهر: أهلة وأكاليل منمقة ذات وجوه مخفية.
القفا: المحارب السلتي على الحصان الأيمن، يحمل كارنيكس.

قبيلة كاتوفيلاوني (باللغة البريطانية العامة: Catu-wellaunī وتعني "قادة الحرب" أو "زعماء الحرب") كانت قبيلة كلتية أو كيانًا سياسيًا قائمًا في جنوب شرق بريطانيا قبل الغزو الروماني، وقد ورد ذكرها في النقوش حتى القرن الرابع الميلادي.
يمكن تتبّع مسار قبيلة كاتوفيلاوني وملوكها قبل الغزو الروماني من خلال العملات المعدنية القديمة والإشارات المتفرقة في المصادر التاريخية الكلاسيكية. وقد ذُكرت القبيلة في كتابات المؤرخ الروماني كاسيوس ديو، الذي ألمح إلى أنها كانت تقود المقاومة ضد الغزو الروماني في العام 43 ميلادي.
وتظهر القبيلة أيضًا ضمن قائمة السيفيتات (الوحدات الإدارية القبلية) في بريطانيا الرومانية، كما ورد في كتاب الجغرافيا للجغرافي بطليموس في القرن الثاني الميلادي، حيث كانت تسيطر على مدينة فيرلاميون (المعروفة حاليًا باسم سانت ألبانز) والمناطق المحيطة بها في مقاطعات هيرتفوردشير وبيدفوردشير و جنوب كامبريدجشير
أما حدود أراضيهم فكانت كالتالي:
- من الشمال: قبائل الإيسيني والكوريلتاوفي
- من الشرق: قبيلة التراينوفانتس
- من الغرب: قبائل الدوبيوني والأتريباتس
- من الجنوب: قبائل الريجني والكانتياتشي

## الاسم
اسم كاتوفيلاوني (Catuvellauni) في اللغة البريطانية العامة (Common Brittonic) يُشتق من الجذر الكلتي المركّب: catu- بمعنى "قتال" أو "معركة" و -walo بمعنى "زعماء" أو "أمراء" وبالتالي، يُترجم الاسم بالكامل إلى: "زعماء الحرب" أو "قادة المعارك"..  من المحتمل أن يكون مرتبطًا باسم " كاتالاوني "، وهي قبيلة بلجيكية سكنت منطقة شامبانيا الحديثة خلال العصر الروماني .  

## قبل الغزو الروماني
تُعدّ قبيلة كاتوفيلاوني جزءًا من المجموعة الأثرية المعروفة باسم آيلزفورد-سوارلينغ في جنوب إنجلترا، والتي غالبًا ما ترتبط بجالية البلجيك في بلاد الغال، وربما بغزو بلجيكي فعلي للمنطقة كما ألمح إليه يوليوس قيصر في كتاباته. ويفترض الباحث جون تي. كوتش أن معركة سهول كاتالونيا (Catalaunian Plains) والاسم الحديث لمدينة شالون أون شامبانيا (Châlons-en-Champagne)يحتفظان باسم قبيلة قارية أصلية تُدعى كاتوفيلاوني، وهو اسم يشتقه من تركيب لغوي كلتي قديم:
- katu- بمعنى "معركة"
- wer-lo بمعنى "أفضل" أو "متفوّق"

ليصبح معنى الاسم بالكامل: "المتفوقون في القتال"، وهو ذات الأصل اللغوي للاسم البريطاني والبريتوني اللاحق كادوالون (Cadwallon). . 
أما القائد كاسيفيلاونوس، الذي تزعم المقاومة ضد أولى حملات قيصر إلى بريطانيا سنة 54 ق.م، فيُعتقد عمومًا أنه ينتمي إلى قبيلة كاتوفيلاوني، رغم أن قيصر لم يذكر خلفيته القبلية بشكل صريح، إلا أن المنطقة التي حكمها، شمال نهر التايمز وغرب أراضي قبيلة التراينوفانتس، تتوافق مع الأراضي التي احتلها لاحقًا الكاتوفيلاوني. وتُشير الأدلة إلى أن التحصينات الأرضية الكبرى في موقع سد الشيطان (Devil's Dyke) قرب ويثامستيد في مقاطعة هيرتفوردشير، كانت تُعد العاصمة الأصلية للقبيلة.

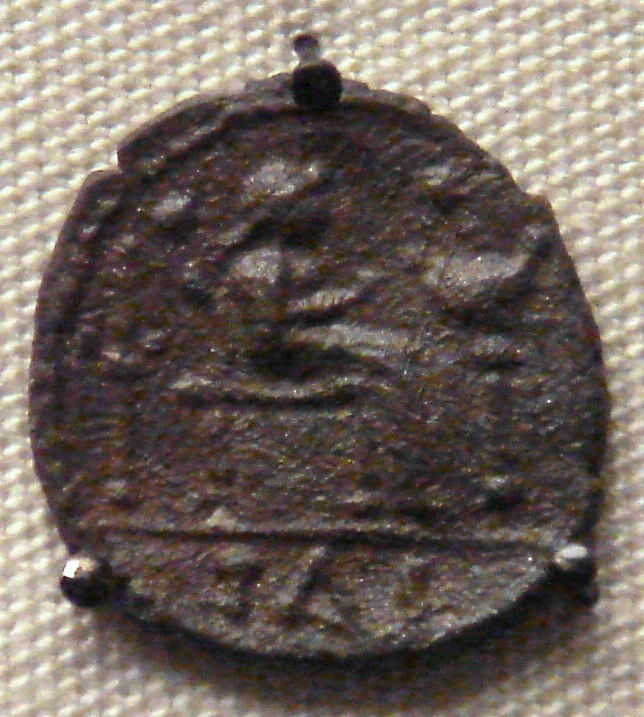
عملة تاسكيوفانوس ، ملك الكاتوفيلاونيين.

تاسكيوفانوس كان أول ملك سكّ عملات في مدينة فيرلاميون (قُرابة عام 20 ق.م)، ويبدو أنه وسّع نفوذ القبيلة على حساب قبيلة التراينوفانتس شرقًا، حيث عُثر على عملات له صادرة من عاصمتهم كامولودونوم (المعروفة حاليًا باسم كولشستر) بين عامي 15 و10 ق.م. ويُعتقد أنه تراجع عن هذا التقدم ربما تحت ضغوط من روما، حيث عادت العملات إلى السَك في فيرولاميوم.

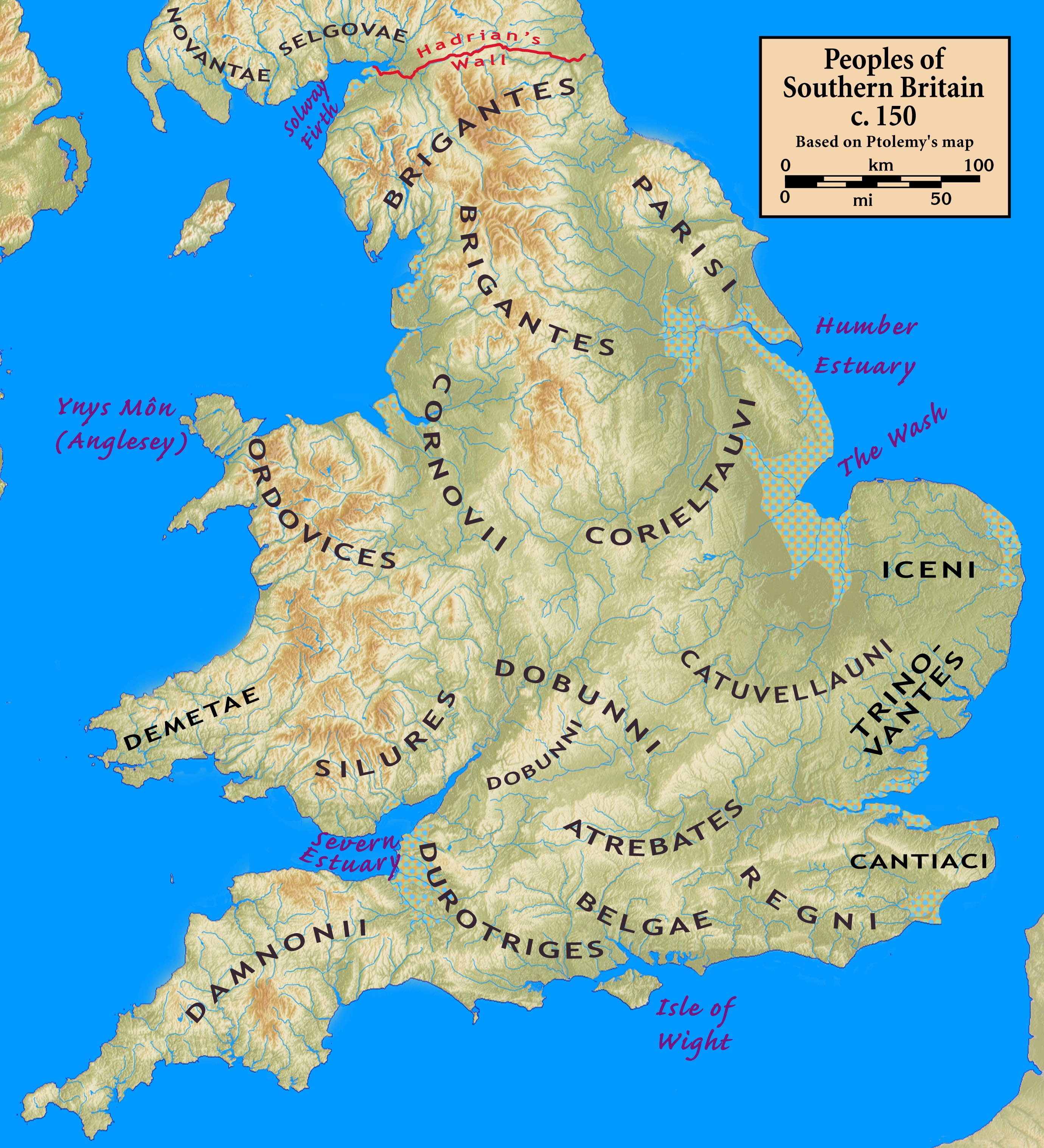
القبائل السلتية في جنوب بريطانيا تظهر قبيلة كاتوفيلاوني وجيرانهم.

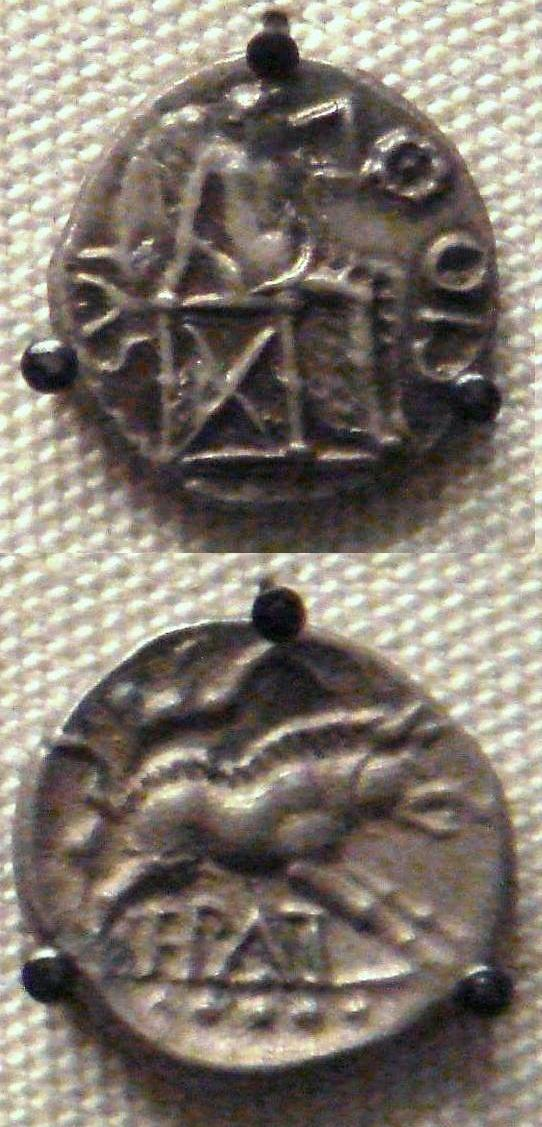
عملات معدنية لإيباتيكوس ، ملك كاتوفيلاوني.

لكن مدينة كامولودونوم أُعيد الاستيلاء عليها، إما من قبل تاسكيوفانوس نفسه، أو من قِبل ابنه كونوبيلينوس، الذي خلفه حوالي عام 9 ميلادي، وحكم لمدة ثلاثين عامًا تقريبًا. المعطيات عن حياة كونوبيلينوس شحيحة، لكن اسمه بقي حيًا في الأسطورة البريطانية، وبلغ ذروته في مسرحية شكسبير الشهيرة "سيمبيلين" (Cymbeline). أما المؤرخ جيفري أوف مونماوث فيقول إن كونوبيلينوس نشأ في بلاط الإمبراطور أوغسطس، وكان يدفع الجزية إلى روما عن طيب خاطر. تشير الأدلة الأثرية إلى تصاعد العلاقات التجارية والدبلوماسية مع روما خلال فترة حكمه. وتحت قيادته وعائلته، يبدو أن قبيلة كاتوفيلاوني أصبحت القوة المهيمنة في جنوب شرق بريطانيا. شقيقه إباتيكوس وسّع نفوذ القبيلة جنوبًا وغربًا على حساب قبيلة الأتريباتس حتى وفاته حوالي عام 35 ميلادي. كما أن قبر ما يُعرف بـ "درويد كولشستر" يعود لتلك الفترة، ويُوفر أدلة على الممارسات الطبية والتقنية لدى قبيلة كاتوفيلاوني..
أما أبناء كونوبيلينوس الثلاثة المعروفون تاريخيًا فهم: أدمينيوس: تشير العملات إلى أن مركز قوته كان في كِنت، وقد نُفي من قبل والده قبيل عام 40 ميلادي، ما دفع الإمبراطور كاليغولا إلى محاولة غزو بريطانيا، لكنها باءت بالفشل. توغودومينوس وكاراكتاكوس: ورد اسماهما في كتابات المؤرخ ديو كاسيوس. لم يُعثر على عملات لتوغودومينوس، لكن العملات النادرة لكاراكتاكوس تشير إلى أنه واصل جهود عمّه إباتيكوس في استكمال السيطرة على أراضي الأتريباتس. وقد أدى نفي الملك الأتريباتي فيريكا إلى تحفيز الإمبراطور كلوديوس على شن غزو ناجح لبريطانيا بقيادة القائد أولوس بلاوتيوس سنة 43 ميلادي.
يشير ديو إلى أن كونوبيلينوس كان قد توفي بالفعل، فتولى توغودومينوس وكاراكتاكوس قيادة المقاومة الأولية للغزو في مقاطعة كِنت، لكن قواتهم هُزمت في معركتين حاسمتين على نهري ميداوي والتايمز. وذكر ديو أيضًا أن قبيلة أو مملكة تُدعى بودوني، التي كانت تدفع الجزية للكاتوفيلاوني، غيّرت ولاءها. وقد يكون هذا تحريفًا لاسم قبيلة دوبوني التي كانت تقطن منطقة غلوستيرشير، مما قد يدل على مدى اتساع نفوذ الكاتوفيلاوني. توفي توغودومينوس بعد معركة التايمز، فاستدعى بلاوتيوس الإمبراطور، الذي قاد الهجوم النهائي على كامولودونوم، التي أصبحت مركزًا للمقاطعة الرومانية الجديدة.

## تحت الحكم الروماني
لكن كاراتاكوس نجا، واستمر في قيادة المقاومة ضد الغزاة. ثم سمعنا عنه في كتاب تاسيتوس حولياته، وهو يقود قبيلتي السيلوريين والأوردوفيين فيما يعرف الآن بويلز ضد الحاكم الروماني بوبليوس أوستوريوس سكابولا . هزمه أوستوريوس في معركة محددة في مكان ما في أراضي أوردوفيشيان في عام 51 م، وأسر أفراد عائلته، لكن كاراتاكوس تمكن من الفرار مرة أخرى. فرّ شمالاً إلى بريجانتس ، لكن ملكتهم، كارتيماندوا ، كانت مخلصة للرومان فسلمته مكبلاً بالسلاسل.
تم عرض كاراتاكوس كجائزة حرب كجزء من العرض العسكري في روما. لقد سُمح له بإلقاء خطاب أمام مجلس الشيوخ ، وأثار انطباعًا كبيرًا لدرجة أنه تم إطلاق سراحه هو وأسرته والسماح لهم بالعيش في سلام في روما.
حصلت فيرولاميوم ، المستوطنة الرومانية بالقرب من فيرلاميون، على وضع البلدية حوالي عام 50، مما سمح لقضاتها البارزين بأن يصبحوا مواطنين رومانيين . تم تدميره في ثورة بوديكا في عام 60 أو 61، ولكن سرعان ما أعيد بناؤه. تم الانتهاء من بناء المنتدى والكنيسة في عام 79 أو 81، وتم تكريسهما في نقش كتبه الحاكم، جنايوس يوليوس أجريكولا ، للإمبراطور تيتوس . تم بناء مسرحها، وهو أول مسرح روماني في بريطانيا، حوالي عام 140.
يذكر نقش أن سكان كاتوفيلاوني شاركوا في إعادة بناء سور هادريان ، ربما في عهد سيبتيموس سيفيروس في أوائل القرن الثالث. القديس ألبان ، أول شهيد مسيحي بريطاني، كان مواطنًا من فيرولاميوم في أواخر القرن الثالث أو أوائل القرن الرابع، وقُتل هناك. أخذت المدينة اسمها الحديث منه. تم العثور على شاهد قبر امرأة من قبيلة كاتوفيلاوني تدعى ريجينا، وهي امرأة حرة وزوجة باراتيس، وهو جندي من تدمر في سوريا ، في حصن أربيا الروماني الذي يعود تاريخه إلى القرن الرابع في ساوث شيلدز في شمال شرق إنجلترا.

## قائمة زعماء الكاتوفيلاونيين
1. كاسيفيلاونوس ، قائد عسكري وربما زعيم، غالبًا ما يرتبط بكاتوفيلاوني حوالي عام 54 قبل الميلاد
2. تاسيوفانوس ، حوالي 20 قبل الميلاد - 9 بعد الميلاد
3. كونوبيلينوس ، 9 م – 40 م
4. توغودومنوس ، 40-43 م
5. كاراتاكوس ، 43 م - ق. AD 50

### بيبلوغرافيا
- Branigan، Keith (1985). The Catuvellauni. Gloucester: Alan Sutton. ISBN:978-0-86299-255-2.
- Busse, Peter E. (2006). "Belgae". In Koch, John T. (ed.). Celtic Culture: A Historical Encyclopedia (بالإنجليزية). ABC-CLIO. pp. 195–200. ISBN:978-1-85109-440-0. Archived from the original on 2025-04-02.
- Delamarre, Xavier (2003). Dictionnaire de la langue gauloise: Une approche linguistique du vieux-celtique continental (بالفرنسية). Errance. ISBN:9782877723695. Archived from the original on 2023-03-26.
- Schön, Franz (2006). "Catalauni". Brill's New Pauly (بالإنجليزية). Archived from the original on 2023-06-07.

### أساسي
- يوليوس قيصر ، دي بيلو جاليكو
- تاسيتوس ، حوليات
- سويتونيوس ، حياة القياصرة الاثني عشر
- ديو كاسيوس ، التاريخ الروماني
- بطليموس ، الجغرافيا
- جيفري مونماوث ، تاريخ بريطانيا العظمى

## قراءة إضافية
- شيبرد فرير (1998)، بريتانيا: تاريخ بريطانيا الرومانية ، بيمليكو
- جون كريتون (2000)، العملات المعدنية والقوة في بريطانيا في العصر الحديدي المتأخر ، مطبعة جامعة كامبريدج

## روابط خارجية
- كاتوفيلاوني نسخة محفوظة 22 November 2005 على موقع واي باك مشين. في Roman Britain.org
- كاتوفيلاوني والرومان في بريطانيا
- مدينة فيرولاميوم الرومانية
- المسرح الروماني في فيرولاميوم